# Vila Pavão
Vila Pavão är en kommun i Brasilien.   Den ligger i delstaten Espírito Santo, i den sydöstra delen av landet, 800 km öster om huvudstaden Brasília. Antalet invånare är 8 672.
Omgivningarna runt Vila Pavão är huvudsakligen savann. Runt Vila Pavão är det glesbefolkat, med 19 invånare per kvadratkilometer.